# Eurovision Song Contest 2022
L'Eurovision Song Contest 2022 è stata la 66ª edizione dell'annuale concorso canoro, vinta dal gruppo ucraino Kalush Orchestra con la canzone Stefania. Il concorso si è svolto presso il PalaOlimpico di Torino, in Italia, dal 10 al 14 maggio 2022, in seguito alla vittoria dei Måneskin con Zitti e buoni nell'edizione precedente; è stata la terza edizione della manifestazione musicale a svolgersi in Italia, dopo le edizioni del 1965 e del 1991.
Il concorso è stato articolato, come dal 2008, in due semifinali e una finale.

## Organizzazione

### Produzione e presentazione

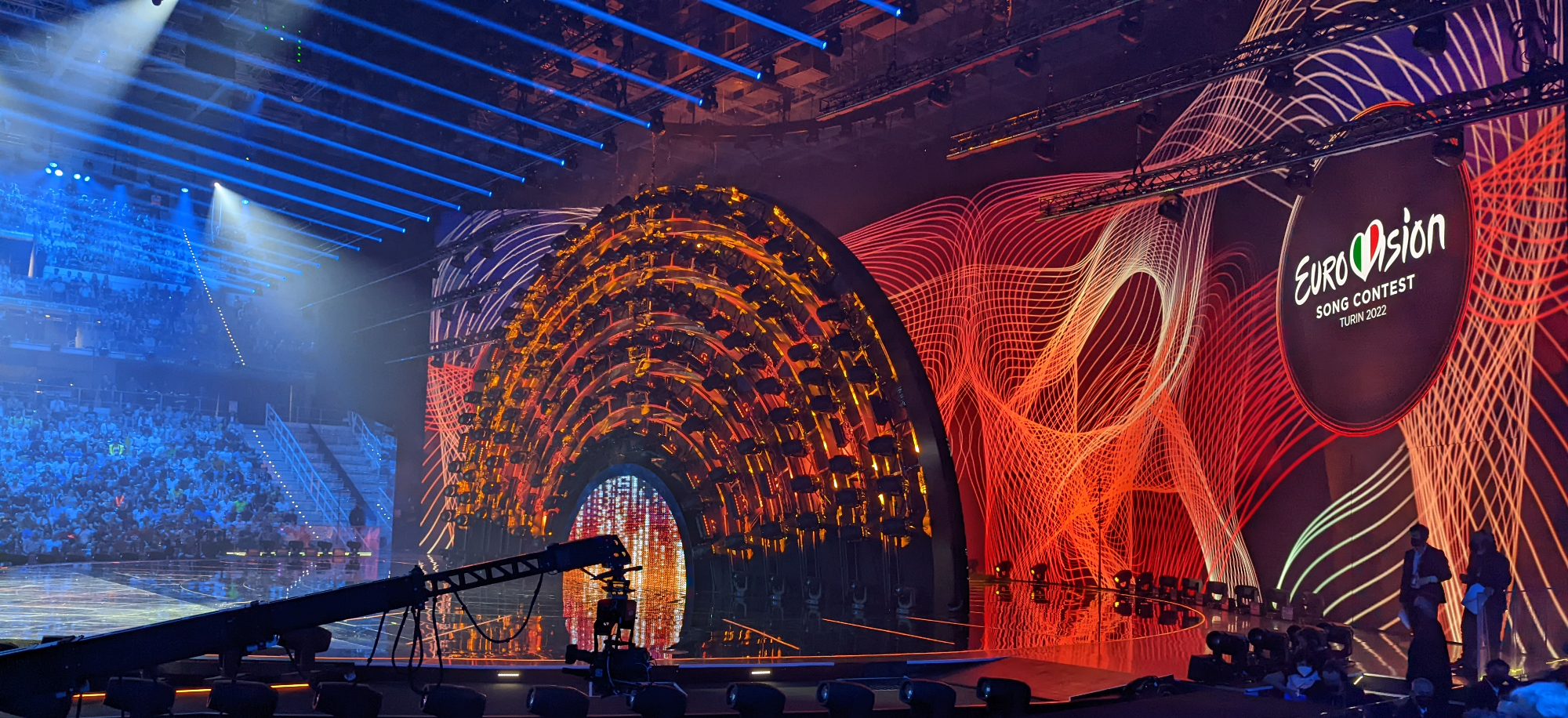
Il palco dell'Eurovision Song Contest 2022

I partner ufficiali di questa edizione sono stati l'azienda di prodotti cosmetici israeliana Moroccanoil e l'agenzia di viaggi online Booking.com, già sponsor dell'edizione 2021, e la compagnia aerea Vueling.
Il 27 novembre 2021 è stato annunciato che la scenografia sarebbe stata curata dall'italiana Francesca Montinaro, già ideatrice della scenografia del Festival di Sanremo nel 2013 e nel 2019. Il design della scenografia, denominata The Sun Within, è stato svelato il 18 febbraio 2022.
Il successivo 27 dicembre è stato annunciato che la regia dell'evento sarebbe stata curata da Duccio Forzano (già a capo della regia del Festival di Sanremo nel 2010, 2011, 2013, 2014, 2018 e 2019) e da Cristian Biondani, regista di svariati programmi televisivi e videoclip musicali.
Il 2 febbraio 2022, nel corso della seconda serata del Festival di Sanremo, sono stati annunciati i conduttori dell'evento: il conduttore televisivo Alessandro Cattelan, la cantante Laura Pausini e il cantante libano-britannico Mika.

### Logo e slogan
Lo slogan dell'edizione è The Sound of Beauty (in italiano "Il suono della bellezza") ed è stato reso noto il 21 gennaio 2022 tramite un comunicato stampa congiunto della Rai e dell'UER, mentre il logo dell'evento, disegnato dall'agenzia Flopicco, raffigura una sfera circondata da una rappresentazione cimatica con i colori dalla bandiera italiana.

### Scelta della sede
All'indomani della vittoria italiana all'edizione 2021, ospitata dalla città olandese di Rotterdam, la delegazione italiana ha espresso l'interesse dell'emittente pubblica Rai a organizzare la manifestazione musicale. In particolare, la capo delegazione italiana Simona Martorelli, dopo aver ricevuto dal supervisore esecutivo Martin Österdahl il dossier relativo all'evento, ha annunciato che sarebbe stato indetto un bando per selezionare la città ospitante. A stretto giro ha seguito l'interesse ad ospitare l'evento di diverse città tra cui Bari (Fiera del Levante, Stadio San Nicola e Palaflorio), Bologna (Unipol Arena e BolognaFiere), Firenze (Nelson Mandela Forum), Milano (Mediolanum Forum e Palazzo delle Scintille), Napoli (PalaBarbuto), Pesaro (Vitrifrigo Arena e Scavolini Auditorium), Reggio Emilia (RCF Arena), Rimini (Rimini Fiera), Roma (Fiera di Roma), Sanremo (Teatro Ariston), Torino (PalaOlimpico) e Verona (Arena di Verona).
Il 7 luglio 2021 la Rai e l'UER hanno annunciato e presentato il bando per ospitare la manifestazione, dove tutte le città interessate hanno avuto tempo entro il 12 luglio per presentare ufficialmente una candidatura. Il 13 luglio 2021 la Rai ha confermato le 17 città che avevano ufficialmente presentato una candidatura: Acireale, Alessandria, Bertinoro, Bologna, Genova, Firenze, Jesolo, Matera, Milano, Palazzolo Acreide, Pesaro, Rimini, Roma, Sanremo, Torino, Trieste e Viterbo.
Il 6 agosto 2021 è stato annunciato che 11 città avevano presentato un dossier dettagliato e che rispettavano tutte le necessità per ospitare il concorso, mentre le rimanenti città candidate di Bertinoro, Firenze, Jesolo, Matera, Trieste e Viterbo sono state ufficialmente eliminate dalla selezione.
Il 24 agosto la Rai e l'UER hanno comunicato che la scelta era stata ristretta ulteriormente alle città di Bologna, Milano, Pesaro, Rimini e Torino, scartando di conseguenza Acireale, Alessandria, Genova, Palazzolo Acreide, Roma e Sanremo.
Il successivo 8 ottobre è stato ufficialmente confermato che la sede dell'Eurovision Song Contest 2022 sarebbe stata il PalaOlimpico di Torino.

#### Articolazione del processo

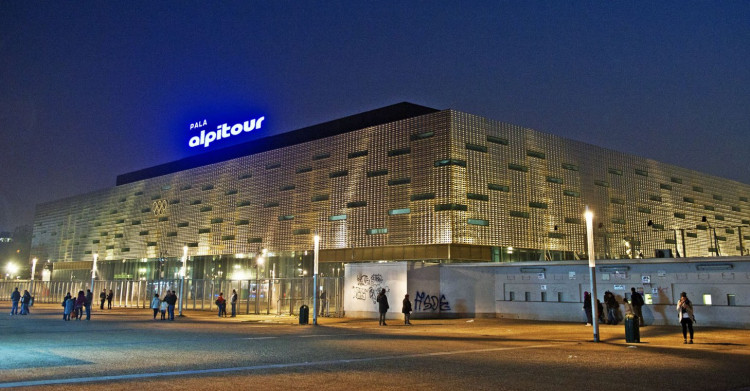
Il PalaOlimpico, sede della 66ª edizione dell'Eurovision Song Contest

Il processo di selezione della scelta si è articolato nel seguente modo:
- le città interessate avrebbero preso visione dei criteri fondamentali per ospitare la manifestazione;
- alle stesse città sarebbero state poi concesse quattro settimane per preparare i propri piani e progetti per ospitare l'evento;
- nel mese di luglio l'emittente organizzatrice avrebbe visitato le città che avrebbero confermato la propria candidatura;
- entro la metà di agosto i progetti preparati sarebbero stati inviati all'Unione europea di radiodiffusione che avrebbe decretato, di concerto con le emittenti organizzatrici ed entro il mese di ottobre, la città ospitante.

#### Criteri fondamentali
Il 19 luglio 2021 la Rai ha divulgato i criteri fondamentali per città e sedi candidate:
- la sede deve essere al coperto, dotata di aria condizionata secondo gli standard vigenti, e inoltre ben perimetrabile;
- la sede deve avere una capacità al 70% della capienza massima compresa tra gli 8 000 e i 10 000 spettatori;
- la sede deve essere dotata di un'area principale che consenta la realizzazione di un allestimento di alto livello con altezze disponibili di almeno 18 metri, buone capacità di carico sul tetto e facile accesso al carico;
- la sede deve essere disponibile per 6 settimane prima dell'evento, le 2 settimane dello show e quella successiva per il disallestimento;
- la sede deve avere a disposizione una vicina sala stampa che possa accogliere almeno 1 000 giornalisti;
- la sede deve avere aree a raso e di facile accesso, contigue e integrate nel perimetro dell'infrastruttura per il supporto tecnico-logistico di 5 000 metri quadrati;
- la città deve avere a disposizione oltre 2 000 camere d'albergo nelle aree contigue all'evento;
- la città deve avere un aeroporto internazionale non più lontano di un'ora e mezza dalla sede dell'evento.

| Città             | Sede                      | Capacità | Note |
| ----------------- | ------------------------- | -------- | --- |
| Acireale          | PalaTupparello            | 8 000    | — |
| Alessandria       | Cittadella                | —        | La proposta era subordinata alla realizzazione di un tetto a copertura dell'area; necessita di lavori di ristrutturazione                                                        |
| Bologna           | Unipol Arena              | 20 000   | Ha ospitato l'Eurosport Supercoppa 2020 e il 62º Zecchino d'Oro |
| Bologna           | BolognaFiere              | 10 000   | Ospita annualmente più di 75 manifestazioni fieristiche tra cui l'Arte Fiera, il Bologna Children's Book Fair, l'Eima International e il Motor Show                              |
| Genova            | Palasport                 | 15 000   | Ha ospitato i Campionati europei di atletica leggera indoor 1992 e le finali della World League di pallavolo maschile 1992, oltre ad ospitare annualmente l'Euroflora            |
| Milano            | Mediolanum Forum (Assago) | 11 800   | Ha ospitato gli MTV Europe Music Awards 1998 e 2015 e i campionati mondiali di pattinaggio di figura 2018                                                                        |
| Milano            | Palazzo delle Scintille   | 18 000   | Ha ospitato l'EXPO 1906 |
| Palazzolo Acreide | —                         | —        | La proposta era subordinata alla costruzione di un'arena apposita per ospitare il concorso, in collaborazione con i comuni del libero consorzio comunale di Siracusa             |
| Pesaro            | Vitrifrigo Arena          | 10 323   | Ha ospitato la Coppa del Mondo di ginnastica ritmica 2017 e i campionati mondiali di ginnastica ritmica 2017, oltre ad ospitare annualmente il Rossini Opera Festival            |
| Rimini            | Rimini Fiera              | 10 000   | Ospita annualmente il Meeting per l'amicizia fra i popoli e ha ospitato la Volleyball Nations League maschile e femminile 2021                                                   |
| Roma              | Palazzo dello Sport       | 11 200   | Ha ospitato la FIBA European Champions Cup 1983-1984, la World League di pallavolo maschile 2004 e il campionato mondiale femminile di pallavolo 2014                            |
| Roma              | Fiera di Roma             | 10 000   | Ospita annualmente varie manifestazioni fieristiche tra cui il Romics e il Motor Show                                                                                            |
| Sanremo           | Mercato dei Fiori         | —        | Ha ospitato il 40º Festival di Sanremo |
| Torino            | PalaOlimpico              | 15 657   | Ha ospitato il torneo olimpico di hockey su ghiaccio 2006 e il campionato mondiale maschile di pallavolo 2018, ospiterà le ATP Finals dal 2021 al 2025 e la Coppa Davis nel 2021 |

### Voci pre-registrate
Il 3 settembre 2021 l'emittente islandese RÚV ha pubblicato sul proprio sito il regolamento del concorso, all'interno del quale viene confermata la scelta dell'UER di permettere anche per quest'edizione l'utilizzo di cori pre-registrati. Ogni delegazione può scegliere di utilizzare dei coristi, sia sul palco che fuori, o una combinazione di cori dal vivo e registrati. Tutte le voci principali che eseguono la canzone sul palcoscenico, compreso un eventuale uso del lead dub, dovranno comunque essere eseguite obbligatoriamente dal vivo sul palco all'interno dell'arena.

### Cartoline
Le cartoline sono dei video introduttivi di circa 40 secondi mostrate in tv, mentre sul palco vengono preparate le varie scenografie dei paesi in gara. Le prime registrazioni, organizzate dalla Rai e supervisionate dal regista Matteo Lanzi, sono partite l'8 febbraio 2022 a Perugia per poi proseguire in diverse città e siti in tutta Italia. I seguenti luoghi sono stati confermati tra le cartoline:
- Albania – Su Nuraxi (Barumini)
- Armenia – Cascata delle Marmore (Terni)
- Australia – Museo d'arte moderna e contemporanea (Trento e Rovereto)
- Austria – Castello di Miramare e Piazza Unità d'Italia (Trieste)
- Azerbaigian – Villa Monastero (Varenna)
- Belgio – Centro storico di Perugia
- Bulgaria – Castel del Monte (Andria)
- Cipro – Cervino (Valtournenche)
- Croazia – Grinzane Cavour (Cuneo)
- Danimarca – Procida
- Estonia – Sacra di San Michele (Sant'Ambrogio di Torino)
- Finlandia – Laghi di Fusine (Tarvisio)
- Francia – Canale Cavour (Chivasso)
- Germania – Stazione di Torino Lingotto
- Georgia – Burano (Venezia)
- Grecia – Selinunte
- Irlanda – Matera
- Islanda – Cortina d'Ampezzo
- Israele – Cinque Terre (La Spezia)
- Italia – Mole Antonelliana (Torino)
- Lettonia – Merano
- Lituania – Città Alta e Colli di Bergamo
- Macedonia del Nord – Cala Luna e Golfo di Orosei (Dorgali e Nuoro)
- Malta – Abbazia di San Galgano (Chiusdino)
- Moldavia – Urbino
- Montenegro – Monte Conero (Ancona)
- Norvegia – Gole del Sagittario e Lago di Scanno (L'Aquila)
- Paesi Bassi – Mausoleo di Teodorico e Piazza del Popolo (Ravenna)
- Polonia – Scala dei Turchi (Realmonte)
- Portogallo – Porto antico di Genova
- Regno Unito – Orta San Giulio (Novara)
- Repubblica Ceca – Reggia di Caserta
- Romania – Le Castella (Isola di Capo Rizzuto)
- San Marino – Roma
- Serbia – Rocca Calascio (L'Aquila)
- Slovenia – Civita (Bagnoregio)
- Spagna – Alagna Valsesia (Vercelli)
- Svezia – Castel Sismondo (Rimini)
- Svizzera – Borgo antico di Termoli
- Ucraina – Giardino di Boboli, Piazza della Signoria e Ponte Vecchio (Firenze)

## Stati partecipanti
Stati partecipanti che si sono qualificati alla finale
     Stati partecipanti che non si sono qualificati per la finale
     Stati che hanno partecipato in passato ma non nel 2022

Stati partecipanti che si sono qualificati alla finale
Stati partecipanti che non si sono qualificati per la finale
Stati che hanno partecipato in passato ma non nel 2022

Il 20 ottobre 2021 è stata ufficializzata la lista definitiva degli Stati partecipanti a questa edizione, che in origine ne prevedeva 41, scesi poi a 40 con l'esclusione della Russia dal concorso.
Come accade ogni anno dall'edizione 1999, l'8 aprile 2022 è stata pubblicata la compilation ufficiale contenente tutti i brani partecipanti.
| Stato                  | Artista                         | Brano                   | Lingua              | Processo di selezione                                                                                                 | Note |
| ---------------------- | ------------------------------- | ----------------------- | ------------------- | --- | --- |
| Albania                | Ronela Hajati                   | Sekret                  | Inglese, albanese   | Festivali i Këngës 60, 29 dicembre 2021                                                                               | Il brano in gara è una versione modificata rispetto a quello che ha vinto la selezione nazionale. Il brano contiene alcune parole in spagnolo.                       |
| Armenia                | Rosa Linn                       | Snap                    | Inglese             | Interno; cantante annunciata l'11 marzo 2022, brano presentato il 19 marzo 2022                                       | |
| Australia              | Sheldon Riley                   | Not the Same            | Inglese             | Eurovision - Australia Decides 2022, 26 febbraio 2022                                                                 | In caso di vittoria dell'Australia la SBS produrrà l'evento in Europa assieme a un altro membro dell'UER.                                                            |
| Austria                | Lum!x feat. Pia Maria           | Halo                    | Inglese             | Interno; cantanti e brano annunciati l'8 febbraio 2022, brano presentato l'11 marzo 2022                              | |
| Azerbaigian            | Nadir Rüstəmli                  | Fade to Black           | Inglese             | Interno; cantante annunciato il 16 febbraio 2022, brano presentato il 21 marzo 2022                                   | |
| Belgio                 | Jérémie Makiese                 | Miss You                | Inglese             | Interno; cantante annunciato il 15 settembre 2021, brano presentato il 10 marzo 2022                                  | |
| Bulgaria               | Intelligent Music Project       | Intention               | Inglese             | Interno; gruppo e brano annunciati il 25 novembre 2021; brano presentato il 5 dicembre 2021                           | |
| Cipro                  | Andromache                      | Ela                     | Inglese, greco      | Interno; cantante e brano annunciati il 9 marzo 2022                                                                  | |
| Croazia                | Mia Dimšić                      | Guilty Pleasure         | Inglese, croato     | Dora 2022, 19 febbraio 2022                                                                                           | Il brano in gara è una versione bilingue rispetto a quella che ha vinto la selezione nazionale.                                                                      |
| Danimarca              | Reddi                           | The Show                | Inglese             | Dansk Melodi Grand Prix 2022, 5 marzo 2022                                                                            | |
| Estonia                | Stefan                          | Hope                    | Inglese             | Eesti Laul 2022, 12 febbraio 2022                                                                                     | |
| Finlandia              | The Rasmus                      | Jezebel                 | Inglese             | UMK 2022, 26 febbraio 2022                                                                                            | |
| Francia                | Alvan & Ahez                    | Fulenn                  | Bretone             | Eurovision France, c'est vous qui décidez 2022, 5 marzo 2022                                                          | |
| Georgia                | Circus Mircus                   | Lock Me In              | Inglese             | Interno; gruppo annunciato il 14 novembre 2021, brano presentato il 9 marzo 2022                                      | |
| Germania               | Malik Harris                    | Rockstars               | Inglese             | Germany 12 Points 2022, 4 marzo 2022                                                                                  | |
| Grecia                 | Amanda Geōrgiadī Tenfjord       | Die Together            | Inglese             | Interno; cantante annunciata il 15 dicembre 2021, brano presentato il 10 marzo 2022                                   | |
| Irlanda                | Brooke                          | That's Rich             | Inglese             | Eurosong 2022, 4 febbraio 2022                                                                                        | Il brano in gara è una versione modificata rispetto a quello che ha vinto la selezione nazionale.                                                                    |
| Islanda                | Systur                          | Með hækkandi sól        | Islandese           | Söngvakeppnin 2022, 12 marzo 2022                                                                                     | |
| Israele                | Michael Ben David               | I.M                     | Inglese             | The X Factor Israel, 5 febbraio 2022                                                                                  | Il brano in gara è una versione modificata rispetto a quello che ha vinto la selezione nazionale.                                                                    |
| Italia (organizzatore) | Mahmood & Blanco                | Brividi                 | Italiano            | Festival di Sanremo 2022, 5 febbraio 2022                                                                             | Il brano in gara è una versione modificata rispetto a quello che ha vinto la selezione nazionale.                                                                    |
| Lettonia               | Citi Zēni                       | Eat Your Salad          | Inglese             | Supernova 2022, 12 febbraio 2022                                                                                      | |
| Lituania               | Monika Liu                      | Sentimentai             | Lituano             | Pabandom iš naujo! 2022, 12 febbraio 2022                                                                             | |
| Macedonia del Nord     | Andrea                          | Circles                 | Inglese             | Za Evrosong 2022, 4 febbraio 2022                                                                                     | Il brano in gara è una versione modificata rispetto a quello che ha vinto la selezione nazionale.                                                                    |
| Malta                  | Emma Muscat                     | I Am What I Am          | Inglese             | Malta Eurovision Song Contest 2022 per l'artista, 19 febbraio 2022; interno per il brano, presentato il 14 marzo 2022 | La selezione nazionale è stata vinta con l'inedito Out of Sight. |
| Moldavia               | Zdob și Zdub & Advahov Brothers | Trenulețul              | Rumeno              | Interno; gruppi e brano annunciati il 29 gennaio 2022                                                                 | Il brano in gara è una versione modificata rispetto a quello inizialmente selezionato. Il brano ha alcune parole in inglese.                                         |
| Montenegro             | Vladana                         | Breathe                 | Inglese, italiano   | Interno; cantante annunciata il 4 gennaio 2022, brano annunciato il 5 gennaio 2022 e presentato il 4 marzo 2022       | Il brano in gara è una versione bilingue rispetto a quello inizialmente selezionato.                                                                                 |
| Norvegia               | Subwoolfer                      | Give That Wolf a Banana | Inglese             | Melodi Grand Prix 2022, 19 febbraio 2022                                                                              | |
| Paesi Bassi            | S10                             | De diepte               | Olandese            | Interno; cantante annunciata il 7 dicembre 2021, brano presentato il 3 marzo 2022                                     | |
| Polonia                | Ochman                          | River                   | Inglese             | Tu bije serce Europy! Wybieramy hit na Eurowizję, 19 febbraio 2022                                                    | |
| Portogallo             | Maro                            | Saudade, saudade        | Inglese, portoghese | Festival da Canção 2022, 12 marzo 2022                                                                                | |
| Regno Unito            | Sam Ryder                       | Space Man               | Inglese             | Interno; cantante e brano annunciati il 10 marzo 2022                                                                 | Il brano in gara è una versione modificata rispetto a quello inizialmente selezionato.                                                                               |
| Repubblica Ceca        | We Are Domi                     | Lights Off              | Inglese             | Eurovision Song CZ 2022, 16 dicembre 2021                                                                             | Il brano in gara è una versione modificata rispetto a quello che ha vinto la selezione nazionale.                                                                    |
| Romania                | WRS                             | Llámame                 | Inglese, spagnolo   | Selecția Națională 2022, 5 marzo 2022                                                                                 | Il brano in gara è una versione modificata rispetto a quello che ha vinto la selezione nazionale.                                                                    |
| San Marino             | Achille Lauro                   | Stripper                | Italiano, inglese   | Una voce per San Marino 2022, 19 febbraio 2022                                                                        | |
| Serbia                 | Konstrakta                      | In corpore sano         | Serbo, latino       | Pesma za Evroviziju '22, 5 marzo 2022                                                                                 | |
| Slovenia               | LPS                             | Disko                   | Sloveno             | EMA 2022, 19 febbraio 2022                                                                                            | |
| Spagna                 | Chanel                          | SloMo                   | Spagnolo            | Benidorm Fest 2022, 29 gennaio 2022                                                                                   | Il brano ha alcune parole in inglese. |
| Svezia                 | Cornelia Jakobs                 | Hold Me Closer          | Inglese             | Melodifestivalen 2022, 12 marzo 2022                                                                                  | |
| Svizzera               | Marius Bear                     | Boys Do Cry             | Inglese             | Interno; cantante e brano annunciati l'8 marzo 2022                                                                   | |
| Ucraina                | Kalush Orchestra                | Stefania                | Ucraino             | Vidbir 2022; gruppo e brano annunciati il 22 febbraio 2022                                                            | La vincitrice della selezione, Alina Paš, ha ritirato ufficialmente la sua candidatura il 16 febbraio 2022, pertanto l'UA:PBC ha selezionato i secondi classificati. |

## Verso l'evento

### Melfest WKND 2022
La prima edizione dell'evento che anticipa l'Eurovision si è tenuta l'11 marzo 2022 presso il Regeringsgatan a Stoccolma. Ufficialmente, l'evento si è tenuto come precursore della finale del Melodifestivalen. Vi hanno partecipato:
- Estonia
- Germania
- Montenegro

Vi hanno inoltre partecipato Nanne Grönvall (rappresentante della Svezia all'Eurovision Song Contest 1996), Aidan (partecipante a Malta Eurovision Song Contest 2022), Anton Ewald (partecipante a Melodifestivalen 2013, 2014 e 2021), Sahlene (rappresentante dell'Estonia all'Eurovision Song Contest 2002), Magnus Carlsson (partecipante a Melodifestivalen 2000, 2001, 2002, 2003, 2005, 2006, 2007 e 2015) e Dotter (partecipante a Melodifestivalen 2018, 2020 e 2021).

### Barcelona Eurovision Party 2022
La prima edizione dell'evento che anticipa l'Eurovision si è tenuto il 26 marzo 2022 presso la Sala Apolo a Barcellona. È stato presentato da Sharonne e Giuseppe Di Bella e vi hanno partecipato:
- Albania
- Irlanda
- Lettonia
- Lituania
- Malta
- Montenegro
- Norvegia
- Repubblica Ceca
- Romania
- Spagna
- Svizzera

Vi hanno inoltre partecipato Rosa López (rappresentante della Spagna all'Eurovision Song Contest 2002), SunStroke Project (rappresentanti della Moldavia all'Eurovision Song Contest 2010 e 2017), Senhit (rappresentante di San Marino all'Eurovision Song Contest 2011, 2020 e 2021), Marta Roure (rappresentante dell'Andorra all'Eurovision Song Contest 2004), Conchita Wurst (vincitrice dell'Eurovision Song Contest 2014), The Roop (rappresentanti della Lituania all'Eurovision Song Contest 2020 e 2021) e Jamala (vincitrice dell'Eurovision Song Contest 2016).

### London Eurovision Party 2022
La tredicesima edizione dell'evento che anticipa l'Eurovision si è tenuto il 3 aprile 2022 presso l'Hard Rock Hotel di Londra. È stato presentato da Paddy O'Connell e SuRie (rappresentante del Regno Unito all'Eurovision Song Contest 2018). Vi hanno partecipato:
- Australia
- Austria
- Belgio
- Bulgaria
- Croazia
- Danimarca
- Estonia
- Francia
- Irlanda
- Germania
- Lettonia
- Lituania
- Macedonia del Nord
- Malta
- Norvegia
- Polonia
- Regno Unito
- Romania
- Repubblica Ceca
- Spagna
- Svezia

Vi hanno inoltre partecipato Victoria (rappresentante della Bulgaria all'Eurovision Song Contest 2020 e 2021), gli Eye Cue (rappresentanti della Macedonia del Nord all'Eurovision Song Contest 2018), Aidan (partecipante a Malta Eurovision Song Contest 2022), James Newman (rappresentante del Regno Unito all'Eurovision Song Contest 2020 e 2021), i Keiino (rappresentanti della Norvegia all'Eurovision Song Contest 2019), Dj Ron e The Roop (rappresentante della Lituania all'Eurovision Song Contest 2020 e 2021).

### Israel Calling 2022
La quarta edizione dell'evento più lungo che anticipa l'Eurovision si è svolto dal 5 all'8 aprile 2022 con il concerto principale che si è tenuto il 7 aprile alla Menora Mivtachim Arena di Tel Aviv. È stato presentato da Shefita (partecipante al HaKokhav HaBa L'Eurovizion 2019) e vi hanno partecipato:
- Albania
- Armenia
- Australia
- Austria
- Bulgaria
- Croazia
- Estonia
- Francia
- Georgia
- Germania
- Irlanda
- Israele
- Lettonia
- Lituania
- Macedonia del Nord
- Malta
- Moldavia
- Montenegro
- Polonia
- Repubblica Ceca
- Romania
- Serbia
- Ucraina

Vi hanno inoltre partecipato Emmelie de Forest (vincitrice dell'Eurovision Song Contest 2013) e Gali Atari (vincitrice dell'Eurovision Song Contest 1979 come parte degli Milk & Honey).

### Eurovision in Concert 2022
La dodicesima edizione dell'evento che anticipa l'Eurovision si è tenuta presso l'AFAS Live di Amsterdam il 9 aprile 2022, condotta da Cornald Maas e Edsilia Rombley (rappresentante dei Paesi Bassi all'Eurovision Song Contest 1998 e 2007). Vi hanno partecipato:
- Albania
- Armenia
- Austria
- Belgio
- Bulgaria
- Croazia
- Danimarca
- Estonia
- Finlandia
- Francia
- Germania
- Irlanda
- Islanda
- Lettonia
- Lituania
- Malta
- Moldavia
- Montenegro
- Norvegia
- Paesi Bassi
- Polonia
- Regno Unito
- Repubblica Ceca
- Romania
- Slovenia
- Spagna
- Ucraina

Vi hanno inoltre partecipato Maggie MacNeal (rappresentante dei Paesi Bassi all'Eurovision Song Contest 1974 come parte del duo Mouth & MacNeal e nel 1980 come solista), Linda Wagenmakers (rappresentante dei Paesi Bassi all'Eurovision Song Contest 2000), Getty Kaspers (vincitrice dell'Eurovision Song Contest 1975 come parte dei Teach-In), Marga Bult (rappresentante dei Paesi Bassi all'Eurovision Song Contest 1987) e Loreen (vincitrice dell'Eurovision Song Contest 2012).

### Eurovision Spain Pre-Party 2022
Il primo giorno della quarta edizione dell'evento è stato il 15 aprile 2022 presso la Sala La Rivera di Madrid con il Welcome ESPreParty, condotto da Krista Siegfrids (rappresentante della Finlandia all'Eurovision Song Contest 2013) e Víctor Escudero, dove si sono esibiti Aidan (partecipante a Malta Eurovision Song Contest 2022), Marta Sango, Blanca Paloma, Sara Deop, Xeinn e Luna Ki (partecipanti al Benidorm Fest 2022), Melani García (rappresentante della Spagna al Junior Eurovision Song Contest 2019), Victoria (rappresentante della Bulgaria all'Eurovision Song Contest 2020 e 2021), The Roop (rappresentanti della Lituania all'Eurovision Song Contest 2020 e 2021), Senhit (rappresentante di San Marino all'Eurovision Song Contest 2011, 2020 e 2021) e Levi Díaz (rappresentante della Spagna al Junior Eurovision Song Contest 2021). Anche Chanel (rappresentante della Spagna all'Eurovision Song Contest 2022) ha fatto un'apparizione a sorpresa.
Il giorno successivo, il 16 aprile 2022, si è tenuto l'Eurovision Spain Pre-Party 2022 presso lo stesso stabilimento, presentato da Ruth Lorenzo (rappresentante della Spagna all'Eurovision Song Contest 2014). Vi hanno partecipato:
- Albania
- Armenia
- Australia[N 1]
- Azerbaigian
- Belgio
- Cipro[N 1]
- Croazia
- Danimarca
- Estonia
- Finlandia
- Francia
- Georgia
- Germania
- Irlanda
- Islanda
- Lettonia
- Lituania
- Macedonia del Nord
- Malta
- Moldavia
- Montenegro
- Norvegia
- Polonia
- Regno Unito
- Repubblica Ceca
- Romania
- Serbia[N 2]
- Svezia
- Svizzera
- Ucraina

Vi hanno inoltre partecipato Jamala (vincitrice dell'Eurovision Song Contest 2016), Rayden, le Tanxugueiras e i Varry Brava (partecipanti al Benidorm Fest 2022) ed Anabel Conde (rappresentante della Spagna all'Eurovision Song Contest 1995).

### Eurovision House Party
Parallelamente ai pre-eventi ospitati da organizzazioni di terze parti, l'UER ha tenuto un'iniziativa denominata Eurovision House Party, un successore spirituale degli Eurovision Home Concerts tenuti dopo l'annullamento dell'edizione 2020. Gli artisti partecipanti hanno avuto l'opportunità di cantare da casa i loro brani in gara, cover di altri brani o loro altri brani originali, che sono stati presentati sul canale YouTube ufficiale dell'evento in tre parti, in onda rispettivamente il 15, 22 e 29 aprile 2022.
| Episodio | Data           | Partecipanti              | Brani                                       |
| -------- | -------------- | ------------------------- | ------------------------------------------- |
| 1        | 15 aprile 2022 | Citi Zēni                 | Eat Your Salad                              |
| 1        | 15 aprile 2022 | Brooke                    | That's Rich                                 |
| 1        | 15 aprile 2022 | Achille Lauro             | Rolls Royce                                 |
| 1        | 15 aprile 2022 | Alvan & Ahez              | Fulenn                                      |
| 1        | 15 aprile 2022 | Andrea                    | Circles                                     |
| 1        | 15 aprile 2022 | Zdob și Zdub              | Boonika bate toba                           |
| 1        | 15 aprile 2022 | Marius Bear               | Boys Do Cry                                 |
| 1        | 15 aprile 2022 | Monika Liu                | Falafel                                     |
| 1        | 15 aprile 2022 | Malik Harris              | Say the Name Yo Home to Bel-Air Thrift Shop |
| 1        | 15 aprile 2022 | Cornelia Jakobs           | Hold Me Closer                              |
| 1        | 15 aprile 2022 | LPS                       | Silence in My Head                          |
| 1        | 15 aprile 2022 | The Rasmus                | In the Shadows                              |
| 1        | 15 aprile 2022 | Maro                      | Ó rama, ó que linda rama                    |
| 1        | 15 aprile 2022 | Subwoolfer                | Fairytale                                   |
| 2        | 22 aprile 2022 | Sam Ryder                 | Space Man                                   |
| 2        | 22 aprile 2022 | Vladana                   | Senhora do mar (Negras águas)               |
| 2        | 22 aprile 2022 | Sheldon Riley             | Hold Me Closer                              |
| 2        | 22 aprile 2022 | Ochman                    | River                                       |
| 2        | 22 aprile 2022 | Mia Dimšić                | Slobodna                                    |
| 2        | 22 aprile 2022 | Amanda Geōrgiadī Tenfjord | Arcade                                      |
| 2        | 22 aprile 2022 | Chanel                    | SloMo                                       |
| 2        | 22 aprile 2022 | Intelligent Music Project | Every Time                                  |
| 2        | 22 aprile 2022 | Emma Muscat               | Sangria                                     |
| 2        | 22 aprile 2022 | Achille Lauro             | Stripper                                    |
| 2        | 22 aprile 2022 | Andrea                    | Euphoria                                    |
| 2        | 22 aprile 2022 | S10                       | De diepte                                   |
| 2        | 22 aprile 2022 | Subwoolfer                | Give That Wolf a Banana                     |
| 3        | 29 aprile 2022 | Alvan                     | Think About Things                          |
| 3        | 29 aprile 2022 | Nadir Rüstəmli            | Fade to Black                               |
| 3        | 29 aprile 2022 | Jérémie Makiese           | Miss You                                    |
| 3        | 29 aprile 2022 | Systur                    | Euphoria                                    |
| 3        | 29 aprile 2022 | Andromache                | Ela                                         |
| 3        | 29 aprile 2022 | We Are Domi               | Hard Rock Hallelujah                        |
| 3        | 29 aprile 2022 | Rosa Linn                 | Snap                                        |
| 3        | 29 aprile 2022 | LPS                       | Disko                                       |
| 3        | 29 aprile 2022 | Ronela Hajati             | Sekret                                      |
| 3        | 29 aprile 2022 | Stefan                    | Without You                                 |
| 3        | 29 aprile 2022 | Konstrakta                | In corpore sano                             |
| 3        | 29 aprile 2022 | Maro                      | Saudade, saudade                            |
| 3        | 29 aprile 2022 | The Rasmus                | Jezebel                                     |
| 3        | 29 aprile 2022 | Kalush Orchestra          | Stefania                                    |

### Adriatic PreParty 2022
La seconda edizione dell'evento online organizzato dall'Hrvatski Eurovizijski Klub si è tenuto il 1º maggio 2022 a Zagabria e ha visto gli artisti esibirsi in diretta da casa. Vi hanno partecipato:
- Australia
- Azerbaigian
- Bulgaria
- Croazia
- Francia
- Germania
- Lettonia
- Malta
- Moldavia
- Romania
- Svezia

Vi hanno inoltre partecipato Vanna (rappresentante della Croazia all'Eurovision Song Contest 2001), Marko Bošnjak (partecipante a Dora 2022), Klara Hammarström (partecipante a Melodifestivalen 2020, 2021 e 2022), i Luma (partecipanti a EMA 2022) e le Eclipse.

### The Wiwi Jam at Home 2022
La terza edizione dell'evento online organizzato dalla testata digitale Wiwibloggs si è tenuto il 7 maggio 2022 e ha visto gli artisti esibirsi in diretta da casa. Condotto da William Lee Adams, Suzanne Adams e Cinan, vi hanno partecipato:
- Armenia
- Australia
- Azerbaigian
- Cipro
- Danimarca
- Estonia
- Finlandia
- Germania
- Irlanda
- Islanda
- Israele
- Lettonia
- Lituania
- Malta
- Portogallo
- Romania
- San Marino
- Slovenia
- Svizzera
- Svezia
- Ucraina

Vi hanno inoltre partecipato Zorja (partecipante a Pesma za Evroviziju '22), Aidan (partecipante a Malta Eurovision Song Contest 2022), Senhit (rappresentante di San Marino all'Eurovision Song Contest 2011, 2020 e 2021), Victoria (rappresentante della Bulgaria all'Eurovision Song Contest 2020 e 2021) e Poli Genova (rappresentante della Bulgaria all'Eurovision Song Contest 2011 e 2016).

## L'evento

### Semifinali
Digame ha composto le urne nelle quali sono stati divisi gli stati partecipanti, determinate in base allo storico delle votazioni. La loro composizione è stata così definita:
| Urna 1                                                                    | Urna 2                                                            | Urna 3                                                         | Urna 4                                                        | Urna 5                                                         | Urna 6                                                                  |
| ------------------------------------------------------------------------- | ----------------------------------------------------------------- | -------------------------------------------------------------- | ------------------------------------------------------------- | -------------------------------------------------------------- | ----------------------------------------------------------------------- |
| - Albania - Croazia - Macedonia del Nord - Montenegro - Serbia - Slovenia | - Australia - Danimarca - Finlandia - Islanda - Norvegia - Svezia | - Armenia - Azerbaigian - Georgia - Israele - Russia - Ucraina | - Bulgaria - Cipro - Grecia - Malta - Portogallo - San Marino | - Estonia - Lettonia - Lituania - Moldavia - Polonia - Romania | - Austria - Belgio - Irlanda - Paesi Bassi - Repubblica Ceca - Svizzera |

Il 25 gennaio 2022 presso il Palazzo Madama a Torino, si è svolto il sorteggio (presentato da Carolina Di Domenico e Mario Acampa) per determinare in quale metà della semifinale si esibiranno gli stati sorteggiati e la semifinale in cui avranno il diritto di voto gli Stati già qualificati alla finale. Nel sorteggio è stato inoltre esplicitato che le semifinali verranno composte da 18 stati ciascuna (scesi poi a 17 nella prima semifinale dopo l'esclusione della Russia), e che l'ordine di esibizione esatto verrà stabilito dalla produzione del programma e approvato dal supervisore UER e dal Gruppo di Controllo. In base all'esito del sorteggio, le semifinali sono state quindi così composte:
     Stati partecipanti alla prima semifinale
     Stati con diritto di voto nella prima semifinale
     Stati partecipanti alla seconda semifinale
     Stati con diritto di voto alla seconda semifinale
| 1ª semifinale 10 maggio 2022                                                      | 1ª semifinale 10 maggio 2022                                                | 2ª semifinale 12 maggio 2022                                                  | 2ª semifinale 12 maggio 2022                                                                |
| --------------------------------------------------------------------------------- | --------------------------------------------------------------------------- | ----------------------------------------------------------------------------- | ------------------------------------------------------------------------------------------- |
| Albania Lettonia Svizzera Slovenia Bulgaria Moldavia Ucraina Lituania Paesi Bassi | Norvegia Russia Portogallo Danimarca Armenia Austria Croazia Islanda Grecia | Australia Georgia Cipro Serbia Finlandia Azerbaigian San Marino Israele Malta | Montenegro Romania Repubblica Ceca Polonia Belgio Macedonia del Nord Svezia Estonia Irlanda |
| Con diritto di voto: Francia Italia                                               | Con diritto di voto: Francia Italia                                         | Con diritto di voto: Germania Regno Unito Spagna                              | Con diritto di voto: Germania Regno Unito Spagna                                            |
| 1.                                                                                |                                                                             |                                                                               |                                                                                             |

Stati partecipanti alla prima semifinale
Stati con diritto di voto nella prima semifinale
Stati partecipanti alla seconda semifinale
Stati con diritto di voto alla seconda semifinale

L'ordine di uscita di entrambe le semifinali è stato reso noto il 29 marzo 2022, mentre quello della finale è stato reso noto il successivo 13 maggio.

#### Prima semifinale
La prima semifinale si è svolta il 10 maggio 2022 alle 21:00 CEST; vi hanno gareggiato 17 paesi e hanno votato anche Francia e Italia.
Questa semifinale è stata aperta da un'esibizione che ha messo in mostra l'ingegno e la creatività italiana, accompagnata dall'inno ufficiale del concorso, "The Sound of Beauty", eseguito da Sherol Dos Santos.
Nell'intervallo si sono esibiti Dardust, Benny Benassi e Sophie and the Giants con la flautista Sylvia Catasta in un medley di Horizon in Your Eyes, Satisfaction e Golden Nights, e Diodato (rappresentate dell'Italia all'Eurovision Song Contest 2020) con Fai rumore.
| Nº | Stato       | Cantante                        | Canzone                 | Punti | Posizione |
| -- | ----------- | ------------------------------- | ----------------------- | ----- | --------- |
| 01 | Albania     | Ronela Hajati                   | Sekret                  | 58    | 12        |
| 02 | Lettonia    | Citi Zēni                       | Eat Your Salad          | 55    | 14        |
| 03 | Lituania    | Monika Liu                      | Sentimentai             | 159   | 7         |
| 04 | Svizzera    | Marius Bear                     | Boys Do Cry             | 118   | 9         |
| 05 | Slovenia    | LPS                             | Disko                   | 15    | 17        |
| 06 | Ucraina     | Kalush Orchestra                | Stefania                | 337   | 1         |
| 07 | Bulgaria    | Intelligent Music Project       | Intention               | 29    | 16        |
| 08 | Paesi Bassi | S10                             | De diepte               | 221   | 2         |
| 09 | Moldavia    | Zdob și Zdub & Advahov Brothers | Trenulețul              | 154   | 8         |
| 10 | Portogallo  | Maro                            | Saudade, saudade        | 208   | 4         |
| 11 | Croazia     | Mia Dimšić                      | Guilty Pleasure         | 75    | 11        |
| 12 | Danimarca   | Reddi                           | The Show                | 55    | 13        |
| 13 | Austria     | Lum!x feat. Pia Maria           | Halo                    | 42    | 15        |
| 14 | Islanda     | Systur                          | Með hækkandi sól        | 103   | 10        |
| 15 | Grecia      | Amanda Geōrgiadī Tenfjord       | Die Together            | 211   | 3         |
| 16 | Norvegia    | Subwoolfer                      | Give That Wolf a Banana | 177   | 6         |
| 17 | Armenia     | Rosa Linn                       | Snap                    | 187   | 5         |

| Pos. | Televoto    | Punti | Giuria      | Punti |
| ---- | ----------- | ----- | ----------- | ----- |
| 1    | Ucraina     | 202   | Grecia      | 151   |
| 2    | Moldavia    | 135   | Paesi Bassi | 142   |
| 3    | Armenia     | 105   | Ucraina     | 135   |
| 4    | Norvegia    | 104   | Portogallo  | 121   |
| 5    | Lituania    | 103   | Svizzera    | 107   |
| 6    | Portogallo  | 87    | Armenia     | 82    |
| 7    | Paesi Bassi | 79    | Norvegia    | 73    |
| 8    | Grecia      | 60    | Islanda     | 64    |
| 9    | Albania     | 46    | Lituania    | 56    |
| 10   | Islanda     | 39    | Croazia     | 42    |
| 11   | Austria     | 36    | Lettonia    | 39    |
| 12   | Croazia     | 33    | Danimarca   | 35    |
| 13   | Danimarca   | 20    | Moldavia    | 19    |
| 14   | Bulgaria    | 18    | Albania     | 12    |
| 15   | Lettonia    | 16    | Bulgaria    | 11    |
| 16   | Svizzera    | 11    | Slovenia    | 7     |
| 17   | Slovenia    | 8     | Austria     | 6     |

12 punti (Giuria)
| N. | A           | Da                                     |
| -- | ----------- | -------------------------------------- |
| 4  | Paesi Bassi | Armenia, Danimarca, Svizzera, Ucraina  |
| 4  | Ucraina     | Albania, Lettonia, Lituania, Moldavia  |
| 4  | Grecia      | Francia, Italia, Norvegia, Paesi Bassi |
| 1  | Albania     | Grecia                                 |
| 1  | Armenia     | Austria                                |
| 1  | Lettonia    | Portogallo                             |
| 1  | Lituania    | Slovenia                               |
| 1  | Norvegia    | Islanda                                |
| 1  | Portogallo  | Croazia                                |
| 1  | Svizzera    | Bulgaria                               |

12 punti (Televoto)
| N. | A          | Da |
| -- | ---------- | --- |
| 12 | Ucraina    | Armenia, Austria, Bulgaria, Croazia, Danimarca, Islanda, Italia, Lettonia, Lituania, Moldavia, Paesi Bassi, Portogallo |
| 1  | Albania    | Grecia |
| 1  | Armenia    | Francia |
| 1  | Bulgaria   | Albania |
| 1  | Croazia    | Slovenia |
| 1  | Grecia     | Norvegia |
| 1  | Lituania   | Ucraina |
| 1  | Portogallo | Svizzera |

#### Seconda semifinale
La seconda semifinale si è svolta il 12 maggio 2022 alle 21:00 CEST; vi hanno gareggiato 18 paesi e hanno votato anche Germania, Regno Unito e Spagna.
Questa semifinale è stata aperta da un'esibizione chiamata The Italian Way, eseguita dal presentatore Alessandro Cattelan e basata totalmente sull'improvvisazione.
Nell'intervallo si sono esibiti i presentatori Laura Pausini e Mika in un medley di Fragile e People Have the Power, e Il Volo (rappresentanti dell'Italia all'Eurovision Song Contest 2015) con una versione rivisitata di Grande amore.
| Nº | Stato              | Cantante          | Canzone         | Punti | Posizione |
| -- | ------------------ | ----------------- | --------------- | ----- | --------- |
| 01 | Finlandia          | The Rasmus        | Jezebel         | 162   | 7         |
| 02 | Israele            | Michael Ben David | I.M             | 61    | 13        |
| 03 | Serbia             | Konstrakta        | In corpore sano | 237   | 3         |
| 04 | Azerbaigian        | Nadir Rüstəmli    | Fade to Black   | 96    | 10        |
| 05 | Georgia            | Circus Mircus     | Lock Me In      | 22    | 18        |
| 06 | Malta              | Emma Muscat       | I Am What I Am  | 47    | 16        |
| 07 | San Marino         | Achille Lauro     | Stripper        | 50    | 14        |
| 08 | Australia          | Sheldon Riley     | Not the Same    | 243   | 2         |
| 09 | Cipro              | Andromache        | Ela             | 63    | 12        |
| 10 | Irlanda            | Brooke            | That's Rich     | 47    | 15        |
| 11 | Macedonia del Nord | Andrea            | Circles         | 76    | 11        |
| 12 | Estonia            | Stefan            | Hope            | 209   | 5         |
| 13 | Romania            | WRS               | Llámame         | 118   | 9         |
| 14 | Polonia            | Ochman            | River           | 198   | 6         |
| 15 | Montenegro         | Vladana           | Breathe         | 33    | 17        |
| 16 | Belgio             | Jérémie Makiese   | Miss You        | 151   | 8         |
| 17 | Svezia             | Cornelia Jakobs   | Hold Me Closer  | 396   | 1         |
| 18 | Repubblica Ceca    | We Are Domi       | Lights Off      | 227   | 4         |

| Pos. | Televoto           | Punti | Giuria             | Punti |
| ---- | ------------------ | ----- | ------------------ | ----- |
| 1    | Svezia             | 174   | Svezia             | 222   |
| 2    | Serbia             | 174   | Australia          | 169   |
| 3    | Repubblica Ceca    | 125   | Estonia            | 113   |
| 4    | Polonia            | 114   | Belgio             | 105   |
| 5    | Romania            | 100   | Repubblica Ceca    | 102   |
| 6    | Finlandia          | 99    | Azerbaigian        | 96    |
| 7    | Estonia            | 96    | Polonia            | 84    |
| 8    | Australia          | 74    | Serbia             | 63    |
| 9    | Cipro              | 54    | Finlandia          | 63    |
| 10   | Belgio             | 46    | Macedonia del Nord | 56    |
| 11   | Irlanda            | 35    | Israele            | 34    |
| 12   | San Marino         | 29    | Malta              | 27    |
| 13   | Israele            | 27    | San Marino         | 21    |
| 14   | Montenegro         | 22    | Romania            | 18    |
| 15   | Macedonia del Nord | 20    | Georgia            | 13    |
| 16   | Malta              | 20    | Irlanda            | 12    |
| 17   | Georgia            | 9     | Montenegro         | 11    |
| 18   | Azerbaigian        | 0     | Cipro              | 9     |

12 punti (Giuria)
| N. | A                  | Da |
| -- | ------------------ | --- |
| 16 | Svezia             | Australia, Azerbaigian, Cipro, Estonia, Finlandia, Georgia, Irlanda, Israele, Malta, Montenegro, Polonia, Regno Unito, Repubblica Ceca, Romania, San Marino, Serbia |
| 1  | Australia          | Svezia |
| 1  | Azerbaigian        | Spagna |
| 1  | Macedonia del Nord | Germania |
| 1  | San Marino         | Belgio |
| 1  | Serbia             | Macedonia del Nord |

12 punti (Televoto)
| N. | A          | Da                                                                                            |
| -- | ---------- | --------------------------------------------------------------------------------------------- |
| 8  | Serbia     | Australia, Cipro, Georgia, Macedonia del Nord, Malta, Montenegro, Repubblica Ceca, San Marino |
| 3  | Polonia    | Belgio, Germania, Irlanda                                                                     |
| 3  | Svezia     | Israele, Polonia, Romania                                                                     |
| 2  | Finlandia  | Estonia, Svezia                                                                               |
| 1  | Cipro      | Azerbaigian                                                                                   |
| 1  | Estonia    | Finlandia                                                                                     |
| 1  | Irlanda    | Regno Unito                                                                                   |
| 1  | Montenegro | Serbia                                                                                        |
| 1  | Romania    | Spagna                                                                                        |

### Finale
La finale si è svolta il 14 maggio 2022 alle 21:00 CEST. Vi hanno gareggiato 25 paesi di cui:
- i primi 10 qualificati durante la prima semifinale;
- i primi 10 qualificati durante la seconda semifinale;
- i 5 finalisti di diritto, i cosiddetti Big Five, ovvero Francia, Germania, Italia, Regno Unito e Spagna.

In seguito a un sorteggio, è stato stabilito che l'Italia, lo stato organizzatore, si sarebbe esibita al 9º posto.
Hanno aperto la finale i Rockin'1000 con una versione rivisitata di Give Peace a Chance della Plastic Ono Band, e la presentatrice dell'evento Laura Pausini con un medley di Benvenuto/Bienvenido, Io canto/Je chante, La solitudine/Loneliness, Le cose che vivi/ Tudo o que eu vivo e Scatola.
Nell'intervallo si sono esibiti i Måneskin con Supermodel e If I Can Dream di Elvis Presley, Gigliola Cinquetti con Non ho l'età e il presentatore dell'evento Mika con un medley di Love Today, Grace Kelly,Yo Yo e Happy Ending.
| Nº | Stato           | Cantante                        | Canzone                 | Punti | Posizione |
| -- | --------------- | ------------------------------- | ----------------------- | ----- | --------- |
| 01 | Repubblica Ceca | We Are Domi                     | Lights Off              | 38    | 22        |
| 02 | Romania         | WRS                             | Llámame                 | 65    | 18        |
| 03 | Portogallo      | Maro                            | Saudade, saudade        | 207   | 9         |
| 04 | Finlandia       | The Rasmus                      | Jezebel                 | 38    | 21        |
| 05 | Svizzera        | Marius Bear                     | Boys Do Cry             | 78    | 17        |
| 06 | Francia         | Alvan & Ahez                    | Fulenn                  | 17    | 24        |
| 07 | Norvegia        | Subwoolfer                      | Give That Wolf a Banana | 182   | 10        |
| 08 | Armenia         | Rosa Linn                       | Snap                    | 61    | 20        |
| 09 | Italia          | Mahmood & Blanco                | Brividi                 | 268   | 6         |
| 10 | Spagna          | Chanel                          | SloMo                   | 459   | 3         |
| 11 | Paesi Bassi     | S10                             | De diepte               | 171   | 11        |
| 12 | Ucraina         | Kalush Orchestra                | Stefania                | 631   | 1         |
| 13 | Germania        | Malik Harris                    | Rockstars               | 6     | 25        |
| 14 | Lituania        | Monika Liu                      | Sentimentai             | 128   | 14        |
| 15 | Azerbaigian     | Nadir Rüstəmli                  | Fade to Black           | 106   | 16        |
| 16 | Belgio          | Jérémie Makiese                 | Miss You                | 64    | 19        |
| 17 | Grecia          | Amanda Geōrgiadī Tenfjord       | Die Together            | 215   | 8         |
| 18 | Islanda         | Systur                          | Með hækkandi sól        | 20    | 23        |
| 19 | Moldavia        | Zdob și Zdub & Advahov Brothers | Trenulețul              | 253   | 7         |
| 20 | Svezia          | Cornelia Jakobs                 | Hold Me Closer          | 438   | 4         |
| 21 | Australia       | Sheldon Riley                   | Not the Same            | 125   | 15        |
| 22 | Regno Unito     | Sam Ryder                       | Space Man               | 466   | 2         |
| 23 | Polonia         | Ochman                          | River                   | 151   | 12        |
| 24 | Serbia          | Konstrakta                      | In corpore sano         | 312   | 5         |
| 25 | Estonia         | Stefan                          | Hope                    | 141   | 13        |

| Pos. | Televoto        | Punti | Giuria          | Punti |
| ---- | --------------- | ----- | --------------- | ----- |
| 1    | Ucraina         | 439   | Regno Unito     | 283   |
| 2    | Moldavia        | 239   | Svezia          | 258   |
| 3    | Spagna          | 228   | Spagna          | 231   |
| 4    | Serbia          | 225   | Ucraina         | 192   |
| 5    | Regno Unito     | 183   | Portogallo      | 171   |
| 6    | Svezia          | 180   | Grecia          | 158   |
| 7    | Norvegia        | 146   | Italia          | 158   |
| 8    | Italia          | 110   | Paesi Bassi     | 129   |
| 9    | Polonia         | 105   | Australia       | 123   |
| 10   | Estonia         | 98    | Azerbaigian     | 103   |
| 11   | Lituania        | 93    | Serbia          | 87    |
| 12   | Grecia          | 57    | Svizzera        | 78    |
| 13   | Romania         | 53    | Belgio          | 59    |
| 14   | Paesi Bassi     | 42    | Polonia         | 46    |
| 15   | Portogallo      | 36    | Estonia         | 43    |
| 16   | Finlandia       | 26    | Armenia         | 40    |
| 17   | Armenia         | 21    | Norvegia        | 36    |
| 18   | Islanda         | 10    | Lituania        | 35    |
| 19   | Francia         | 8     | Repubblica Ceca | 33    |
| 20   | Germania        | 6     | Moldavia        | 14    |
| 21   | Repubblica Ceca | 5     | Romania         | 12    |
| 22   | Belgio          | 5     | Finlandia       | 12    |
| 23   | Azerbaigian     | 3     | Islanda         | 10    |
| 24   | Australia       | 2     | Francia         | 9     |
| 25   | Svizzera        | 0     | Germania        | 0     |

12 punti (Giuria)
| N. | A           | Da                                                                                     |
| -- | ----------- | -------------------------------------------------------------------------------------- |
| 8  | Regno Unito | Austria, Azerbaigian, Belgio, Francia, Georgia, Germania, Repubblica Ceca, Ucraina     |
| 8  | Spagna      | Armenia, Australia, Irlanda, Macedonia del Nord, Malta, Portogallo, San Marino, Svezia |
| 6  | Grecia      | Bulgaria, Cipro, Danimarca, Norvegia, Paesi Bassi, Svizzera                            |
| 5  | Svezia      | Estonia, Finlandia, Islanda, Israele, Regno Unito                                      |
| 5  | Ucraina     | Lettonia, Lituania, Moldavia, Polonia, Romania                                         |
| 3  | Azerbaigian | Grecia, Serbia, Spagna                                                                 |
| 2  | Italia      | Albania, Slovenia                                                                      |
| 2  | Serbia      | Croazia, Montenegro                                                                    |
| 1  | Paesi Bassi | Italia                                                                                 |

12 punti (Televoto)
| N. | A           | Da |
| -- | ----------- | --- |
| 28 | Ucraina     | Australia, Austria, Azerbaigian, Belgio, Bulgaria, Cipro, Danimarca, Estonia, Finlandia, Francia, Georgia, Germania, Irlanda, Islanda, Israele, Italia, Lettonia, Lituania, Moldavia, Norvegia, Paesi Bassi, Polonia, Portogallo, Regno Unito, Repubblica Ceca, San Marino, Spagna, Svezia |
| 5  | Serbia      | Croazia, Macedonia del Nord, Montenegro, Slovenia, Svizzera |
| 2  | Moldavia    | Romania, Serbia |
| 1  | Estonia     | Armenia |
| 1  | Grecia      | Albania |
| 1  | Polonia     | Ucraina |
| 1  | Regno Unito | Malta |
| 1  | Spagna      | Grecia |

## Premi Marcel Bezençon
I vincitori dei Premi Marcel Bezençon sono stati:
- Premio della stampa:  Regno Unito
- Premio artistico:  Serbia
- Premio della composizione musicale:  Svezia

## OGAE 2022
I membri dell'OGAE, organizzazione internazionale che consiste in un network di fan club del contest di vari paesi europei e non, come ogni anno hanno avuto l'opportunità di votare dal 27 marzo al 30 aprile per la loro canzone preferita prima della gara e i risultati sono stati pubblicati sul sito web dell'organizzazione.
La tabella raffigura il voto di 43 OGAE club.
| Posizione | Paese       | Cantante         | Canzone        | Punti |
| --------- | ----------- | ---------------- | -------------- | ----- |
| 1         | Svezia      | Cornelia Jakobs  | Hold Me Closer | 393   |
| 2         | Italia      | Mahmood & Blanco | Brividi        | 387   |
| 3         | Spagna      | Chanel           | SloMo          | 294   |
| 4         | Paesi Bassi | S10              | De diepte      | 218   |
| 5         | Regno Unito | Sam Ryder        | Space Man      | 204   |

## Giurie
- Albania: Aulon Naçi, Ermira Alliu, Kamela Islamaj, Marsela Çibukaj, Roberto Radoja
- Armenia: Amaras Vika, Arshaluys Harutyunyan, Erik, Lilit Navasardyan, Srbuk
- Australia: Dylan Lewis, Montaigne, Matt Okine, Bridget Hustwaite, Milly Petriella
- Austria: Die Mayerin, Simone, Tina Naderer, Wolfgang Lindner, Thorsteinn Einarsson
- Belgio: Joël Habay, Alex Germyn, Rino Gallo, Julia Compagnon, Elia Rose
- Bulgaria: JJ, Mary, Nelly Markova Rangelova, VenZy, Zdravko Tzokov Zheljazkov
- Croazia: Dinko Komadina, Mia Negovetić, Nela, Pegi, Saša Lozar
- Cipro: Athīna, Estela, Geōrgios, Liza, Pasias
- Danimarca: DJ Speakr, Jonas Flodager Rasmussen, Kirstine Stubbe Teglbjærg, Lars Trillingsgaard, Mekdes
- Estonia: Sven Lõhmus, Maian Kärmas, Ariadne, Karl Killing, Toomas Olljum
- Finlandia: Amie Borgar, Haza Hajipoori, Juuso Määttänen, Riku, Tiina Susanna Vainikainen
- Francia: Fabienne Moszer, Jean-Philippe Lemonnier, Maeva Raharisoa, Mireille Dumas, Moe
- Germania: Michelle, Max Giesinger, Tokunbo, Jess Schöne, Christian Brost
- Grecia: Viktōria Chalkitī, Dīmītrīs Masouras, Ellī Karvonī, Christiana Danezī, Nikos Antōniou
- Irlanda: Bláthnaid Treacy, Deirdre Crookes, Julian Vignoles, Niamh Kavanagh, Phillip McMahon
- Islanda: Erna, Kristján Gíslason, Lydía Grétarsdóttir, Stefán Hjörleifsson, Sóley
- Israele: Dafna Armoni, Diana Golbi, Liron Lev, Shai Lahav, Yahel Doron
- Italia: Andrea Spinelli, Cinzia Poli, Filippo Solibello, Monica Agostini, Paolo di Gioia
- Lettonia: Anna Platpire, Girts Lusis, Ikars Ruņģis, Kaspars Ansons, Laura Jēkabsone
- Lituania: Aistė Lasytė, Darius Užkuraitis, Ieva Narkutė, Jurga, Vaidas Baumila
- Macedonia del Nord: Andrijana Jovanovska, Nikola Micevski, Thea, Yon Idy
- Malta: Antoine Faure, Claudia Faniello, Daniel D’Anastasi, Gaia Cauchi, Maria Abdilla
- Moldavia: Adriano Marian, Cristina Scarlat, Ilona Stepanov, Natan, Radmila Popovici
- Norvegia: JOWST, Mari Bølla, Mats Borch Bugge, Royane, Trine Rein
- Paesi Bassi: Pieter Perquin, Eva van Manen, Kris Berry, Barry Paff, Andrew Makkinga
- Portogallo: Cláudia Pascoal, Joana Espadinha, Paulo Castelo, Pedro Granger, Rita Guerra
- Repubblica Ceca: Annabelle, Jan Vávra, Marcell, Marta Říhová, Ondra Fiedler
- Serbia: Alagić, Jelena Tomašević, Mari Mari, Miloš Luka Roganović, Srđan Marjanović
- Slovenia: Alenka Godec, Arne, Gaber Radojevič, Lucija Harum, Tilen Artač
- Spagna: Blanca Paloma, Carlos Marco, Kai Etxaniz, Pilar Tabares, Verónica Ferreiro
- Svezia: Josefin Glenmark, Michael Cederberg, Miriam Annika Ehi Aigbogun, Tara, Tusse
- Regno Unito: Adam Hunter, Denise Pearson, Eliot Kennedy, Excalibah, Helen George
- Svizzera: Anna Känzig, Elias Bertini, Sandro Dietrich, Veronica Tracchia, Yvan Franel
- Ucraina: Andrij Jatskiv, Andrij Kapal', Iryna Fedyšyn, Lukijan Halkin, Vadym Lysytsja

## Stati non partecipanti
- Andorra: nel giugno 2020 l'emittente RTVA ha annunciato che non avrebbe preso in considerazione un'eventuale partecipazione al concorso a causa della pandemia di COVID-19. Il successivo 1º agosto Susanne Georgi, rappresentante del principato all'edizione del 2009, ha annunciato di aver raggiunto un «accordo verbale» con il primo ministro Xavier Espot Zamora affinché il paese possa tornare a partecipare alla manifestazione.[133] Tuttavia, nel maggio 2021 RTVA ha reiterato la non intenzione di tornare alla competizione.[134] Il 19 giugno 2021 l'emittente ha confermato che il paese non avrebbe preso parte all'edizione 2022.[135]
- Bielorussia: il 28 maggio 2021 è stata annunciata la sospensione dell'emittente bielorussa BTRC dall'Unione europea di radiodiffusione, rendendo impossibile la partecipazione alla manifestazione. All'emittente sono state concesse due settimane per rispondere prima che la sospensione entrasse ufficialmente in vigore, cosa che non è avvenuta.[136] L'emittente è stata ufficialmente espulsa dall'UER il 1º luglio 2021, perdendo i diritti di partecipazione e trasmissione del concorso per i successivi tre anni.[137]
- Bosnia ed Erzegovina: il 12 ottobre 2021 l'emittente BHRT ha confermato che il paese non sarebbe tornato a partecipare, citando i forti debiti verso l'UER.[138]
- Liechtenstein: il 20 agosto 2021 1 FL TV ha confermato che il paese non avrebbe debuttato in questa edizione.[139]
- Lussemburgo: il 17 agosto 2021 RTL Télé Lëtzebuerg ha confermato che il paese non sarebbe tornato a partecipare in questa edizione.[140]
- Principato di Monaco: il 30 agosto 2021 TMC ha confermato che il paese non sarebbe tornato a partecipare in questa edizione.[141]
- Russia: in seguito all'invasione dell'Ucraina e alle proteste di varie emittenti televisive europee, nel pomeriggio del 25 febbraio 2022 l'UER ha comunicato di aver escluso il paese dalla manifestazione.[35]
- Slovacchia: il 18 giugno 2021 RTVS ha confermato che il paese non sarebbe tornato a partecipare in questa edizione.[142]
- Turchia: il 19 giugno 2021 il direttore generale della TRT ha dichiarato di aver avviato dei colloqui con l'UER affinché il paese possa tornare a partecipare alla manifestazione.[143] Il 20 ottobre l'UER ha annunciato la non partecipazione del paese.
- Ungheria: l'11 ottobre 2021 l'emittente ungherese MTVA ha pubblicato il regolamento per l'edizione del 2022 del concorso canoro A Dal, tipicamente utilizzato come selezione eurovisiva nazionale, in cui non vi era però riferimento al contest, oltre ad avere regole in contrasto con quelle della manifestazione canora europea.[144] Il 20 ottobre l'UER ha annunciato la non partecipazione del paese.

## Trasmissione dell'evento e commentatori

### Televisione e radio
| Paese                   | Trasmissione                | Emittente          | Stazione                                    | Commentatori                                                 | Note                            |
| ----------------------- | --------------------------- | ------------------ | ------------------------------------------- | ------------------------------------------------------------ | ------------------------------- |
| Albania                 | Completa                    | RTSH               | RTSH 1 RTSH Muzikë Radio Tirana             | Andri Xhahu                                                  | [ 145 ]                         |
| Armenia                 | Completa                    | ARMTV              | Armenia 1                                   | Garik Papoyan Hrachuhi Utmazyan                              | [ 146 ]                         |
| Armenia                 | Completa                    | ARMR               |                                             | Garik Papoyan Hrachuhi Utmazyan                              | [ 146 ]                         |
| Australia               | Completa                    | SBS                | SBS Television                              | Myf Warhurst Joel Creasey                                    | [ 147 ] [ 148 ]                 |
| Austria                 | Completa                    | ORF                | ORF 1                                       | Andi Knoll                                                   | [ 149 ] [ 150 ]                 |
| Austria                 | Finale                      | ORF                | FM4                                         | Kurdwin Ayub Florian Alexander Hannes Duscher Roland Gratzer | [ 149 ] [ 150 ]                 |
| Azerbaigian             | Completa                    | İTV                | İctimai Televiziya                          | Murad Arif                                                   | [ 151 ]                         |
| Belgio                  | Completa                    | RTBF               | La Une VivaCité                             | Jean-Louis Lahaye Maureen Louys                              | [ 152 ] [ 153 ] [ 154 ]         |
| Belgio                  | Completa                    | VRT                | Één                                         | Peter Van de Veire                                           | [ 152 ] [ 153 ] [ 154 ]         |
| Bulgaria                | Completa                    | BNT                | BNT 1 BNT 4                                 | Elena Rosberg Petko Kralev                                   | [ 155 ]                         |
| Cipro                   | Completa                    | CyBC               | RIK 1 RIK HD RIK Sat                        | Melina Karageōrgiou Alexandros Taramountas                   | [ 156 ]                         |
| Croazia                 | Completa                    | HRT                | HRT 1                                       | Duško Ćurlić                                                 | [ 157 ] [ 158 ]                 |
| Croazia                 | Completa                    | HRT                | HR 2                                        | Zlatko Turkalj                                               | [ 157 ] [ 158 ]                 |
| Danimarca               | Completa                    | DR                 | DR1                                         | Henrik Milling Nicolai Molbech                               | [ 159 ]                         |
| Estonia                 | Completa                    | ERR                | ETV                                         | Marko Reikop                                                 | [ 160 ] [ 161 ]                 |
| Estonia                 | Completa                    | ERR                | ETV+                                        | Aleksandr Hobotov Julia Kalenda                              | [ 160 ] [ 161 ]                 |
| Finlandia               | Completa                    | Yle                | Yle TV1                                     | Mikko Silvennoinen                                           | [ 162 ] [ 163 ]                 |
| Finlandia               | Completa                    | Yle                | Yle TV1                                     | Eva Frantz Johan Lindroos                                    | [ 162 ] [ 163 ]                 |
| Finlandia               | Completa                    | Yle                | Yle TV1                                     | Levan Tvaltvadze                                             | [ 162 ] [ 163 ]                 |
| Finlandia               | Completa                    | Yle                | Yle TV1                                     | Heli Huovinen                                                | [ 162 ] [ 163 ]                 |
| Finlandia               | Completa                    | Yle                | Yle TV1                                     | Aslak Paltto                                                 | [ 162 ] [ 163 ]                 |
| Finlandia               | Completa                    | Yle                | Yle Radio Suomi                             | Sanna Pirkkalainen Toni Laaksonen                            | [ 162 ] [ 163 ]                 |
| Finlandia               | Completa                    | Yle                | Yle X3M                                     | Eva Frantz Johan Lindroos                                    | [ 162 ] [ 163 ]                 |
| Francia                 | Semifinali                  | France Télévisions | France 4                                    | Laurence Boccolini                                           | [ 164 ] [ 165 ]                 |
| Francia                 | Finale                      | France Télévisions | France 2                                    | Stéphane Bern Laurence Boccolini                             | [ 164 ] [ 165 ]                 |
| Francia                 | Finale                      | France Télévisions | France 3 Bretagne                           | Goulwena an Henaff Yann-Herle Thelo Mell Mael Gwenneg        | [ 164 ] [ 165 ]                 |
| Georgia                 | Completa                    | GPB                | 1TV                                         | Nika Lobiladze                                               | [ 166 ] [ 167 ]                 |
| Germania                | Completa                    | ARD/NDR            | One                                         | Peter Urban                                                  | [ 168 ] [ 169 ]                 |
| Germania                | Finale                      | ARD/NDR            | Das Erste Deutsche Welle                    | Peter Urban                                                  | [ 168 ] [ 169 ]                 |
| Grecia                  | Completa                    | ERT                | ERT1 Deftero Programma La Voce della Grecia | Maria Kozaku Giōrgos Kapoutzidīs                             | [ 170 ]                         |
| Irlanda                 | Semifinali                  | RTÉ                | RTÉ2                                        | Marty Whelan                                                 | [ 171 ] [ 172 ] [ 173 ]         |
| Irlanda                 | Finale                      | RTÉ                | RTÉ One                                     | Marty Whelan                                                 | [ 171 ] [ 172 ] [ 173 ]         |
| Irlanda                 | Seconda semifinale          | RTÉ                | RTÉ Radio 1                                 | Neil Doherty Zbyszek Zalinski                                | [ 171 ] [ 172 ] [ 173 ]         |
| Irlanda                 | Finale                      | RTÉ                | RTÉ 2fm                                     | Neil Doherty Zbyszek Zalinski                                | [ 171 ] [ 172 ] [ 173 ]         |
| Islanda                 | Completa                    | RÚV                | RÚV 1 RÚV 2                                 | Gísli Marteinn Baldursson                                    | [ 174 ] [ 175 ]                 |
| Islanda                 | Finale                      | RÚV                | Rás 2                                       | Gísli Marteinn Baldursson                                    | [ 174 ] [ 175 ]                 |
| Israele                 | Completa                    | IPBC               | Kan 11 Kan Tarbut                           | Asaf Liberman Akiva Novick                                   | [ 176 ] [ 177 ]                 |
| Italia                  | Completa                    | Rai                | Rai 1 Rai 4K Rai Italia                     | Gabriele Corsi Cristiano Malgioglio Carolina Di Domenico     | [ 178 ] [ 179 ] [ 180 ] [ 181 ] |
| Italia                  | Completa                    | Rai                | Rai Radio 2                                 | Ema Stokholma Gino Castaldo Saverio Raimondo                 | [ 178 ] [ 179 ] [ 180 ] [ 181 ] |
| Kosovo                  | Completa                    | RTK                | RTK 1                                       | Sconosciuto                                                  | [ 182 ]                         |
| Lettonia                | Completa                    | LTV                | LTV1                                        | Toms Grēviņš Lauris Reiniks                                  | [ 183 ]                         |
| Lituania                | Completa                    | LRT                | LRT Televizija LRT Radijas                  | Ramūnas Zilnys                                               | [ 184 ] [ 185 ]                 |
| Macedonia del Nord      | Completa                    | MRT                | MRT 1 MRT 2                                 | Eli Tanaskovska                                              | [ 186 ]                         |
| Malta                   | Completa                    | PBS                | TVM                                         | Nessuno                                                      | [ 187 ]                         |
| Moldavia                | Completa                    | TRM                | Moldova 1 Radio Moldova                     | Ion Jalbă Daniela Crudu                                      | [ 188 ]                         |
| Montenegro              | Completa                    | RTCG               | TV CG 1 TV CG SAT                           | Dražen Bauković Tijana Mišković                              | [ 189 ]                         |
| Norvegia                | Completa                    | NRK                | NRK1                                        | Marte Stokstad                                               | [ 190 ] [ 191 ]                 |
| Norvegia                | Finale                      | NRK                | NRK P1                                      | Jon Marius Hyttebakk Marit Sofie Strand                      | [ 190 ] [ 191 ]                 |
| Paesi Bassi             | Completa                    | NPO                | NPO 1 BVN                                   | Cornald Maas Jan Smit                                        | [ 192 ] [ 193 ] [ 194 ]         |
| Paesi Bassi             | Finale                      | NPO                | NPO Radio 2                                 | Frank van 't Hof Jeroen Kijk in de Vegte                     | [ 192 ] [ 193 ] [ 194 ]         |
| Polinesia francese      | Finale                      | La Première        | Polynésie La Première                       | Stéphane Bern Laurence Boccolini                             | [ 195 ]                         |
| Polonia                 | Completa                    | TVP                | TVP1 TVP Polonia                            | Aleksander Sikora Marek Sierocki                             | [ 196 ] [ 197 ]                 |
| Portogallo              | Completa                    | RTP                | RTP1 RTP Internacional RTP África           | Nuno Galopim                                                 | [ 198 ] [ 199 ]                 |
| Regno Unito             | Semifinali                  | BBC                | BBC Three                                   | Scott Mills Rylan Clark-Neal                                 | [ 200 ] [ 201 ]                 |
| Regno Unito             | Finale                      | BBC                | BBC One                                     | Graham Norton                                                | [ 200 ] [ 201 ]                 |
| Regno Unito             | Finale                      | BBC                | BBC Radio 2                                 | Ken Bruce                                                    | [ 200 ] [ 201 ]                 |
| Repubblica Ceca         | Completa                    | ČT                 | ČT2                                         | Jan Maxián                                                   | [ 202 ]                         |
| Romania                 | Prima semifinale            | TVR                | TVR 1 TVRi                                  | Bogdan Stănescu                                              | [ 203 ] [ 204 ]                 |
| Romania                 | Seconda semifinale e finale | TVR                | TVR 1 TVRi                                  | Bogdan Stănescu Kyrie Mendél                                 | [ 203 ] [ 204 ]                 |
| Saint-Pierre e Miquelon | Finale                      | La Première        | Saint-Pierre-et-Miquelon La Première        | Stéphane Bern Laurence Boccolini                             | [ 205 ]                         |
| San Marino              | Completa                    | SMRTV              | San Marino RTV Radio San Marino             | Lia Fiorio Gigi Restivo                                      | [ 206 ]                         |
| Serbia                  | Prima semifinale            | RTS                | RTS1 RTS Planeta RTS Svet                   | Silvana Grujić                                               | [ 207 ] [ 208 ] [ 209 ]         |
| Serbia                  | Seconda semifinale e finale | RTS                | RTS1 RTS Planeta RTS Svet                   | Duška Vučinić                                                | [ 207 ] [ 208 ] [ 209 ]         |
| Slovacchia              | Finale                      | RTVS               | Rádio FM                                    | Daniel Baláž Juraj Malíček Pavol Hubinák                     | [ 210 ]                         |
| Slovenia                | Semifinali                  | RTV SLO            | TV SLO 2                                    | Andrej Hofer                                                 | [ 211 ] [ 212 ]                 |
| Slovenia                | Finale                      | RTV SLO            | TV SLO 1                                    | Andrej Hofer                                                 | [ 211 ] [ 212 ]                 |
| Slovenia                | Prima semifinale e finale   | RTV SLO            | Radio Val 202 Radio Maribor                 | Andrej Hofer                                                 | [ 211 ] [ 212 ]                 |
| Spagna                  | Completa                    | RTVE               | La 1 TVE Internacional                      | Tony Aguilar Julia Varela                                    | [ 213 ] [ 214 ] [ 215 ] [ 216 ] |
| Spagna                  | Finale                      | RTVE               | Radio Nacional                              | Imanol Durán Sara Calvo David Asensio                        | [ 213 ] [ 214 ] [ 215 ] [ 216 ] |
| Stati Uniti             | Finale                      | WJFD 97.3 FM       | WJFD 97.3 FM                                | Ewan Spence Alesia Michelle                                  | [ 217 ]                         |
| Svezia                  | Semifinali                  | SVT                | SVT1                                        | Edward af Sillén                                             | [ 218 ] [ 219 ] [ 220 ]         |
| Svezia                  | Finale                      | SVT                | SVT1                                        | Edward af Sillén Linnea Henriksson                           | [ 218 ] [ 219 ] [ 220 ]         |
| Svezia                  | Completa                    | SR                 | SR P4                                       | Carolina Norén                                               | [ 218 ] [ 219 ] [ 220 ]         |
| Svizzera                | Semifinali                  | SRF                | SRF zwei SRF info                           | Sven Epiney                                                  | [ 221 ] [ 222 ] [ 223 ]         |
| Svizzera                | Finale                      | SRF                | SRF 1                                       | Sven Epiney                                                  | [ 221 ] [ 222 ] [ 223 ]         |
| Svizzera                | Semifinali                  | RTS                | RTS 2                                       | Jean-Marc Richard Nicolas Tanner                             | [ 221 ] [ 222 ] [ 223 ]         |
| Svizzera                | Finale                      | RTS                | RTS 1                                       | Jean-Marc Richard Gjon's Tears                               | [ 221 ] [ 222 ] [ 223 ]         |
| Svizzera                | Prima semifinale            | RSI                | RSI LA2                                     | Clarissa Tami Francesca Margiotta                            | [ 221 ] [ 222 ] [ 223 ]         |
| Svizzera                | Seconda semifinale          | RSI                | RSI LA2                                     | Clarissa Tami Boris Piffaretti                               | [ 221 ] [ 222 ] [ 223 ]         |
| Svizzera                | Finale                      | RSI                | RSI LA1                                     | Clarissa Tami Francesca Margiotta Boris Piffaretti           | [ 221 ] [ 222 ] [ 223 ]         |
| Ucraina                 | Completa                    | UA:PBC             | UA:Kultura                                  | Timur Mirošnyčenko                                           | [ 224 ] [ 225 ]                 |
| Ucraina                 | Completa                    | UA:PBC             | UA:Radio Promin                             | Anna Zaklec'ka Dmytro Zachrčenko                             | [ 224 ] [ 225 ]                 |
| Ucraina                 | Completa                    | UA:PBC             | UA:Radio Promin                             | Saša Franko Jevhen Pavljukovs'kyj                            | [ 224 ] [ 225 ]                 |

### Trasmissione digitale
| Paese       | Emittente          | Piattaforma            |
| ----------- | ------------------ | ---------------------- |
| Belgio      | RTBF               | Auvio                  |
| Finlandia   | Yle                | Yle Areena             |
| Francia     | France Télévisions | Culturebox             |
| Germania    | ARD/NDR            | Eurovision.de          |
| Irlanda     | RTÉ                | RTÉ Player             |
| Islanda     | RÚV                | RUV.is                 |
| Israele     | IPBC               | KAN                    |
| Italia      | Rai                | RaiPlay                |
| Regno Unito | BBC                | BBC iPlayer BBC Sounds |
| Stati Uniti | NBC                | Peacock                |
| Svezia      | SVT                | SVT Play               |
| Mondo       | TikTok YouTube     | TikTok YouTube         |

## Ascolti
In totale, l'Eurovision Song Contest 2022 è stato seguito in diretta televisiva da 161 milioni di spettatori nei 34 paesi che hanno reso disponibili i propri dati di ascolto, 7 milioni in più rispetto all'edizione precedente (tenendo conto che nel 2021 erano inclusi i dati di ascolto di Ucraina e Russia pari a 29 milioni di spettatori). A questi si aggiungono 7,6 milioni di utenti che hanno seguito la trasmissione della finale su YouTube e 3,3 milioni su TikTok.
| Paese           | Prima semifinale | Prima semifinale | Seconda semifinale | Seconda semifinale | Finale         | Finale | Note                            |
| Paese           | Telespettatori   | Share            | Telespettatori     | Share              | Telespettatori | Share  | Note                            |
| --------------- | ---------------- | ---------------- | ------------------ | ------------------ | -------------- | ------ | ------------------------------- |
| Australia       | —                | —                | —                  | —                  | 400 000        | —      | [ 227 ]                         |
| Austria         | 422 000          | 18,9%            | 232 000            | 11,2%              | 503 000        | 30,2%  | [ 228 ]                         |
| Belgio          | 686 000          | —                | 883 000            | —                  | 1 419 000      | —      | [ 229 ]                         |
| Cipro           | —                | 16,1%            | 81 080             | 30,7%              | 80 430         | 44,8%  | [ 230 ] [ 231 ]                 |
| Danimarca       | 480 000          | —                | —                  | —                  | 529 000        | —      | [ 232 ]                         |
| Estonia         | —                | —                | 200 000            | —                  | 231 000        | —      | [ 233 ]                         |
| Finlandia       | —                | —                | 751 000            | —                  | 1 001 000      | 72,1%  | [ 234 ]                         |
| Francia         | —                | —                | —                  | —                  | 3 180 000      | 23,4%  | [ 235 ]                         |
| Germania        | 500 000          | 2,2%             | 670 000            | —                  | 7 296 000      | 36,5%  | [ 236 ] [ 237 ] [ 238 ]         |
| Grecia          | 644 000          | 13,6%            | 684 000            | 16%                | 1 955 000      | 52,2%  | [ 239 ]                         |
| Irlanda         | —                | —                | —                  | —                  | 314 500        | 33%    | [ 240 ]                         |
| Islanda         | 141 000          | —                | 99 000             | —                  | 125 000        | 96,4%  | [ 226 ]                         |
| Israele         | —                | —                | —                  | —                  | 200 000        | 7%     | [ 241 ]                         |
| Italia          | 5 507 000        | 27%              | 5 538 000          | 27,7%              | 6 590 000      | 41,9%  | [ 242 ] [ 243 ] [ 244 ]         |
| Lettonia        | 141 500          | —                | —                  | —                  | 103 700        | —      | [ 245 ]                         |
| Lituania        | 630 000          | —                | —                  | —                  | 800 000        | —      | [ 246 ]                         |
| Norvegia        | 618 000          | 63%              | —                  | —                  | 1 237 600      | 89,1%  | [ 247 ] [ 238 ]                 |
| Paesi Bassi     | 2 294 000        | 45,6%            | 1 610 000          | 36,4%              | 3 090 000      | 68,6%  | [ 248 ] [ 237 ] [ 249 ]         |
| Polonia         | 1 106 000        | 10,3%            | 2 631 000          | 23,5%              | 3 766 000      | 40,1%  | [ 250 ]                         |
| Portogallo      | 775 000          | 17%              | 379 900            | 10,3%              | 1 029 000      | 24,8%  | [ 251 ] [ 252 ] [ 238 ]         |
| Regno Unito     | 545 000          | 4%               | —                  | —                  | 8 900 000      | 55,5%  | [ 251 ] [ 253 ]                 |
| Repubblica Ceca | —                | —                | —                  | —                  | 137 000        | —      | [ 254 ]                         |
| Romania         | 125 000          | 2,3%             | 148 000            | 2,8%               | 369 000        | 8,4%   | [ 255 ]                         |
| Serbia          | —                | —                | —                  | —                  | 1 150 000      | 47%    | [ 238 ]                         |
| Spagna          | 1 245 000        | 9,2%             | 1 491 000          | 11%                | 6 835 000      | 50,8%  | [ 256 ] [ 237 ] [ 257 ]         |
| Svezia          | 836 000          | —                | 1 250 000          | —                  | 2 686 000      | 81,4%  | [ 251 ] [ 237 ] [ 238 ] [ 226 ] |
| Svizzera        | 144 000          | 16,2%            | 83 000             | —                  | 325 000        | 41,3%  | [ 258 ]                         |

## Portavoce
L'ordine di presentazione ufficiale è stato stabilito il 14 maggio 2022, il giorno della finale:
1. Paesi Bassi: Jeangu Macrooy (Rappresentante dello stato all'Eurovision Song Contest 2020 e 2021)
2. San Marino: Labiuse
3. Macedonia del Nord: Jana Burčeska (Rappresentante dello stato all'Eurovision Song Contest 2017 e portavoce nell'edizione 2018)
4. Malta: Aidan Cassar
5. Ucraina: Kateryna Pavlenko (Rappresentante dello stato all'Eurovision Song Contest 2020 e 2021 come parte dei Go A)
6. Albania: Andri Xhahu (Portavoce dello stato dall'edizione 2012)
7. Estonia: Tanel Padar (Vincitore dell'Eurovision Song Contest 2001 con Dave Benton e i 2XL)
8. Azerbaigian: Martin Österdahl[P 1]
9. Portogallo: Pedro Tatanka (Rappresentante dello stato all'Eurovision Song Contest 2021 come parte di The Black Mamba)
10. Germania: Barbara Schöneberger (Portavoce dello stato dall'edizione 2015)
11. Belgio: David Jeanmotte (Portavoce nell'edizione 2019)
12. Norvegia: Tix (Rappresentante dello stato all'Eurovision Song Contest 2021)
13. Israele: Daniel Styopin
14. Polonia: Ida Nowakowska (Portavoce anche nell'edizione precedente e presentatrice del Junior Eurovision Song Contest 2019 e 2020)
15. Grecia: Stefania (Rappresentante dello stato all'Eurovision Song Contest 2020 e 2021 e rappresentante dei Paesi Bassi al Junior Eurovision Song Contest 2016 come parte delle Kisses)
16. Moldavia: Elena Băncilă
17. Bulgaria: Janan Dural
18. Serbia: Dragana Kosjerina (Portavoce dello stato dall'edizione 2018)
19. Islanda: Árný Fjóla Ásmundsdóttir (Rappresentante dello stato all'Eurovision Song Contest 2020 e 2021 come parte dei Daði & Gagnamagnið)
20. Cipro: Loukas Chamatsos (Portavoce anche nell'edizione precedente)
21. Lettonia: Samanta Tīna (Rappresentante dello stato all'Eurovision Song Contest 2020 e 2021)
22. Spagna: Nieves Álvarez (Portavoce dello stato dall'edizione 2017)
23. Svizzera: Julie Berthollet
24. Danimarca: Tina Müller
25. Francia: Élodie Gossuin (Portavoce dello stato dall'edizione 2016 al 2018 e presentatrice del Junior Eurovision Song Contest 2021)
26. Armenia: Garik Papoyan
27. Montenegro: Andrijana Vešović
28. Romania: Martin Österdahl[P 1]
29. Irlanda: Linda Martin (Vincitrice dell'Eurovision Song Contest 1992, rappresentante dello stato nel 1984 e portavoce nell'edizione 2007)
30. Slovenia: Lorella Flego (Portavoce nell'edizione 2012 e 2021)
31. Georgia: Martin Österdahl[P 1]
32. Croazia: Ivan Dorian Molnar (Portavoce anche nell'edizione precedente)
33. Lituania: Vaidotas Valiukevičius (Rappresentante dello stato all'Eurovision Song Contest 2020 e 2021 come parte di The Roop)
34. Austria: Philipp Hansa (Portavoce dello stato dall'edizione 2019)
35. Finlandia: Aksel Kankaanranta (Rappresentante dello stato all'Eurovision Song Contest 2020)
36. Regno Unito: AJ Odudu
37. Svezia: Dotter
38. Australia: Courtney Act
39. Repubblica Ceca: Taťána Gregor Brzobohatá (Portavoce anche nell'edizione precedente)
40. Italia: Carolina Di Domenico (Portavoce anche nell'edizione precedente)

Note
1. 1 2 3  Originariamente Narmin Salmanova, Eda Marcus e Helen Kalandadze sono state annunciate come portavoce rispettivamente per l'Azerbaigian, la Romania e la Georgia; tuttavia a causa di un problema tecnico durante i collegamenti video il ruolo è stato successivamente affidato a Martin Österdahl, supervisore esecutivo della manifestazione.

## Controversie
- Ucraina: dopo la vittoria di Alina Paš alla selezione ucraina, l'attivista e blogger Serhij Sternenko ha accusato l'artista di essere entrata nel territorio conteso della Crimea attraverso il confine russo, illegale per la legge ucraina, accusandola inoltre di aver falsificato la sua documentazione di viaggio con il suo staff per poter partecipare alla selezione.[260][261][262] In merito a queste accuse, l'emittente UA:PBC ha comunicato di aver contattato il Servizio di Guardia della Frontiera Ucraina (SBGS) per verificare l'autenticità della documentazione e che Alina Paš non sarebbe stata confermata come rappresentante nazionale fino alla fine delle indagini.[263] Dopo che è stato scoperto che un membro dello staff dell'artista aveva consegnato all'emittente una documentazione falsificata all'insaputa della Paš,[264][265][266] il 16 febbraio 2022 l'artista ha annunciato, attraverso il suo profilo Instagram, di aver ritirato la sua candidatura come rappresentante nazionale.[100][267] UA:PBC ha dichiarato che, in base al regolamento della selezione, l'emittente avrebbe selezionato internamente un nuovo rappresentante nazionale tra i restanti artisti partecipanti alla selezione.[268] Il 22 febbraio 2022 l'emittente ha annunciato di aver selezionato la Kalush Orchestra, che si è classificata seconda nella selezione, come rappresentante nazionale per la manifestazione europea.[99]
- Russia: a seguito della crisi russo-ucraina del 2021-2022, con la successiva invasione del territorio ucraino delle forze armate russe il 24 febbraio 2022,[269] l'emittente ucraina UA:PBC ha richiesto all'Unione europea di radiodiffusione (UER) la squalifica della Russia dalla manifestazione.[270] L'organizzazione ha dichiarato di non avere accolto la richiesta dell'Ucraina in quanto «l'Eurovision Song Contest è un evento culturale apolitico», accogliendo i candidati provenienti da entrambi gli stati, ma ribadendo che «continueranno a monitorare gli avvenimenti con attenzione».[271] L'emittente svedese SVT ha criticato questa scelta, chiedendo all'UER di riconsiderare la propria decisione,[272] mentre l'olandese AVROTROS ha reagito richiedendo la sospensione delle emittenti pubbliche russe dall'UER.[273] Alla protesta si sono aggiunte le reti televisive di Danimarca,[274] Norvegia,[275] Islanda,[276] Lituania[277] e Polonia,[278] mentre Estonia e Finlandia hanno annunciato il loro ritiro dalla competizione nel caso la Russia non fosse stata squalificata.[279][280] Nel pomeriggio del 25 febbraio 2022 l'UER ha dichiarato, tramite comunitato sul sito della manifestazione, di aver deciso di escludere la Russia dal concorso canoro.[35] Il successivo 26 febbraio, come segno di protesta per tale decisione, tutte le emittenti russe hanno annunciato l'intenzione di interrompere l'affiliazione con l'ente paneuropeo, senza però aver presentato un reclamo ufficiale.[281] Il 28 febbraio è stato annunciato che la cantante russa Jaroslava Simonova era stata selezionata internamente da Rossija 1 come rappresentante nazionale per il concorso canoro.[282][283][284] Il 1º marzo 2022 l'UER ha annunciato la sospensione di persone affiliate alle emittenti russe da mansioni amministrative nell'organizzazione, tra cui il comitato esecutivo e i comitati statutari, facendo inoltre perdere alla nazione i diritti di trasmissione e di partecipazione per le edizioni future della manifestazione.[285] Il successivo 26 maggio l'UER ha confermato ufficialmente l'espulsione a tempo indeterminato delle emittenti russe dall'afflizione.[286]
- Israele: il 12 aprile 2022 i lavoratori del Servizio di Sicurezza israeliano (GSS), affiliato al Ministero degli affari esteri di Stato, hanno annunciato uno sciopero a tempo indeterminato, con la conseguente impossibilità di fornire personale da inviare assieme alla delegazione nazionale a Torino.[287][288] L'emittente israeliana IPBC ha annunciato che senza un personale del Servizio di Sicurezza la partecipazione dello stato era da considerarsi in sospeso.[289] Il giorno seguente il GSS ha confermato di essere in contatto con l'emittente israeliana per permettere l'organizzazione di uno staff dedicato alla delegazione per il concorso canoro.[290] Il successivo 28 aprile è stato raggiunto un accordo tra l'emittente e il Servizio di Sicurezza israeliano che ha permesso alla delegazione nazionale di presenziare all'evento accompagnata da personale di sicurezza.[291]
- Macedonia del Nord: l'8 maggio 2022, durante la cerimonia d'apertura, la rappresentante nazionale Andrea è stata ripresa a lanciare a terra la bandiera macedone prima di prendere parte alle sessioni fotografiche riservate alla sala stampa. L'emittente MRT ha rilasciato una dichiarazione in merito alla vicenda il giorno stesso, condannando il gesto dell'artista, descrivendolo come atto di profanazione di un simbolo nazionale. Per tale gesto, l'emittente ha affermato di stare valutando la possibilità di ritirare l'artista dal concorso e di voler sanzionare i membri della delegazione macedone ritenuti responsabili dell'incidente.[292][293] Qualche ora più tardi Andrea ha dichiarato pubblicamente le sue scuse, spiegando che, a causa della confusione durante la cerimonia, non ha avuto il tempo di passare la bandiera a un membro della delegazione e di averla lanciata involontariamente ad uno troppo lontano dal suo raggio d'azione.[294]

## Incidenti
- Il 30 aprile, durante le prime prove generali all'interno dell'arena, i quotidiani italiani La Repubblica e La Stampa hanno segnalato delle difficoltà tecniche col "sole cinetico" del palco, per via dei suoi archi che non si potevano muovere rapidamente come previsto, aggiungendo inoltre che il malfunzionamento non poteva essere completamente risolto in tempo per gli spettacoli dal vivo.[295][296] Diverse delegazioni, tra cui quelle di Belgio,[297] Danimarca,[298] Estonia,[299] Finlandia[300] e Lituania,[301] hanno dovuto apportare sostanziali modifiche in merito ai loro piani di allestimento, essendo stati informati del malfunzionamento pochi giorni prima. L'UER ha rilasciato una dichiarazione in merito alla vicenda il giorno successivo, affermando che in comune accordo con la Rai, è stato deciso che gli archi del sole sarebbero rimasti statici per tutte le esibizioni dei partecipanti in gara, mentre per le esibizioni di apertura e gli intervalli, gli archi sarebbero stati autorizzati a muoversi dinamicamente.[302]
- L'11 maggio il gruppo hacker filorusso Killnet ha sferrato un attacco a numerosi indirizzi web di istituzioni italiani, tra cui il Ministero della difesa, il Senato della Repubblica, l'Istituto Superiore di Sanità e l'Automobile Club d'Italia.[303] Il sito ufficiale dell'Eurovision Song Contest è stato preso di mira insieme alla piattaforma su cui si basa il sistema di voto del concorso, ma l'attacco non è andato a buon fine. Ulteriori attacchi sarebbero avvenuti durante la trasmissione della prima semifinale e della finale;[304] tuttavia, sono stati bloccati con successo e non ci sono state interruzioni.[305]
- In un comunicato diffuso durante la trasmissione della finale l'UER ha dichiarato che, durante le prove generali riservate al voto delle giurie nazionali per la seconda semifinale, sei di esse (Azerbaigian, Georgia, Montenegro, Polonia, Romania e San Marino) sono state escluse dalla votazione dopo aver riscontrato delle irregolarità nelle loro classifiche. Il loro voto è stato successivamente sostituito da voti "simulati" basati sui punteggi medi delle giurie con schemi di voto simili, come determinato dalle urne in cui i paesi sono stati posti nel sorteggio di assegnazione delle semifinali avvenuto il precedente 25 gennaio.[306][307] L'emittente fiamminga VRT ha successivamente riferito che le giurie dei paesi coinvolti avevano preso accordi per una votazione reciproca.[308] Il giorno dopo la finale l'emittente rumena TVR ha accusato l'UER di broglio, richiedendo ulteriori chiarimenti sull'accaduto e affermando che, originariamente, la giuria rumena aveva assegnato i loro 12 punti alla Moldavia.[309][310] Successivamente anche le emittenti di Azerbaigian,[311] Georgia,[312] Montenegro,[313] Polonia[314] e San Marino[315] hanno richiesto ulteriori chiarimenti riguardo l'esclusione delle proprie giurie e sulla rappresentazione dei voti. Il 19 maggio l'UER ha rilasciato un ulteriore comunicato, con le relative tabelle dei voti delle giurie coinvolte, spiegando le motivazioni sulle relative esclusioni dal voto nella serata finale.[316]